# 10386 Romulus
För andra betydelser, se Romulus (olika betydelser).
10386 Romulus eller 1996 TS15 är en asteroid i huvudbältet som upptäcktes den 12 oktober 1996 av den italienske astronomen Vincenzo Silvano Casulli vid Colleverde-observatoriet. Den är uppkallad efter Romulus i romersk mytologi.
Asteroiden har en diameter på ungefär 16 kilometer.